# SMS Breslau

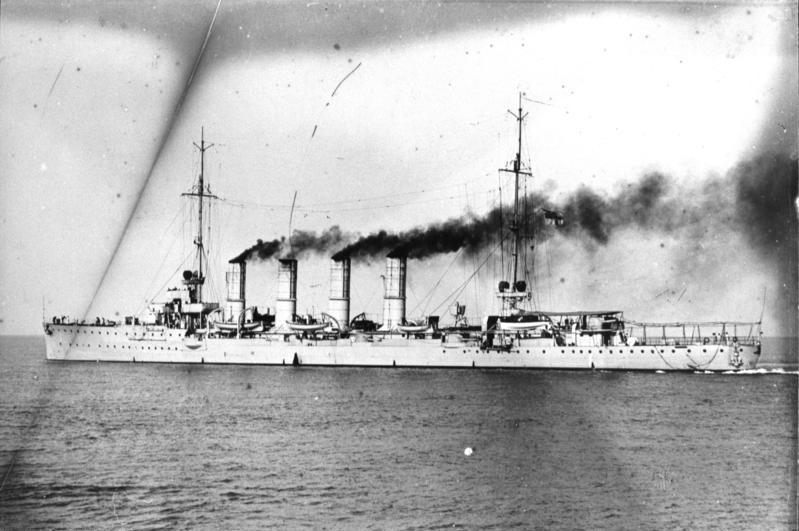
Breslau na moři, asi 1912–1914

SMS Breslau byl křižník třídy Magdeburg německého císařského námořnictva, postavený na počátku desátých let 20. století a pojmenovaný po dolnoslezském městě Breslau, dnešní Vratislavi. Po jejím uvedení do provozu byly Breslau a bitevní křižník Goeben společně přiděleny k Mittelmeerdivision (středomořské divizi) v reakci na balkánské války. Breslau a Goeben se vyhnuly britským válečným lodím ve Středozemním moři, dosáhly Konstantinopole a zde byly v srpnu 1914 dány k dispozici Osmanské říši. Důvodem byla snaha přimět Osmanskou říši, aby se v 1. světové válce připojila k Ústředním mocnostem. Obě lodě společně s několika dalšími osmanskými plavidly provedly v říjnu 1914 nájezd na ruské přístavy, což urychlilo vyhlášení války z ruské strany. Lodě byly přejmenovány na Midilli a Yavûz Sultân Selîm a sloužily v osmanské válečné flotile v bojích proti ruské černomořské flotile v Černém moři.
Později byla Midilli používána při pokládání minových polí u ruského pobřeží, bombardování ruských přístavů a zařízení a kvůli nedostatku osmanských obchodních lodí přepravovala vojáky a zásoby do černomořských přístavů zásobujících osmanské jednotky bojující v kavkazské kampani. Několikrát byla lehce poškozena ruskými loděmi. Nejvážnější poškození utrpěla v roce 1915 po najetí na minu. Poškození ji na půl roku vyřadilo z provozu. Loď byla potopena minami v lednu 1918 během bitvy u Imbrosu. Při potopení zahynula většina posádky.